# Керецки
Керецки́ (укр. Керецьки, венг. Kerecke) — село в Хустском районе Закарпатской области Украины. Административный центр Керецковской сельской общины. Находится в 22 км юго-восточнее Свалявы, со всех сторон окружено горами. На севере Стой, на западе Бужора. Через село протекает река Боржава.

## История
Керецки — один из древнейших населённых пунктов Закарпатья. В архивных документах Керецки впервые упоминается в 1389 году, когда оно вместе с другими селами Приборжавской долины было подарено венгерским королём Ласло V Паланоку. В 1463 году село получил феодал Амбруш Довгай.

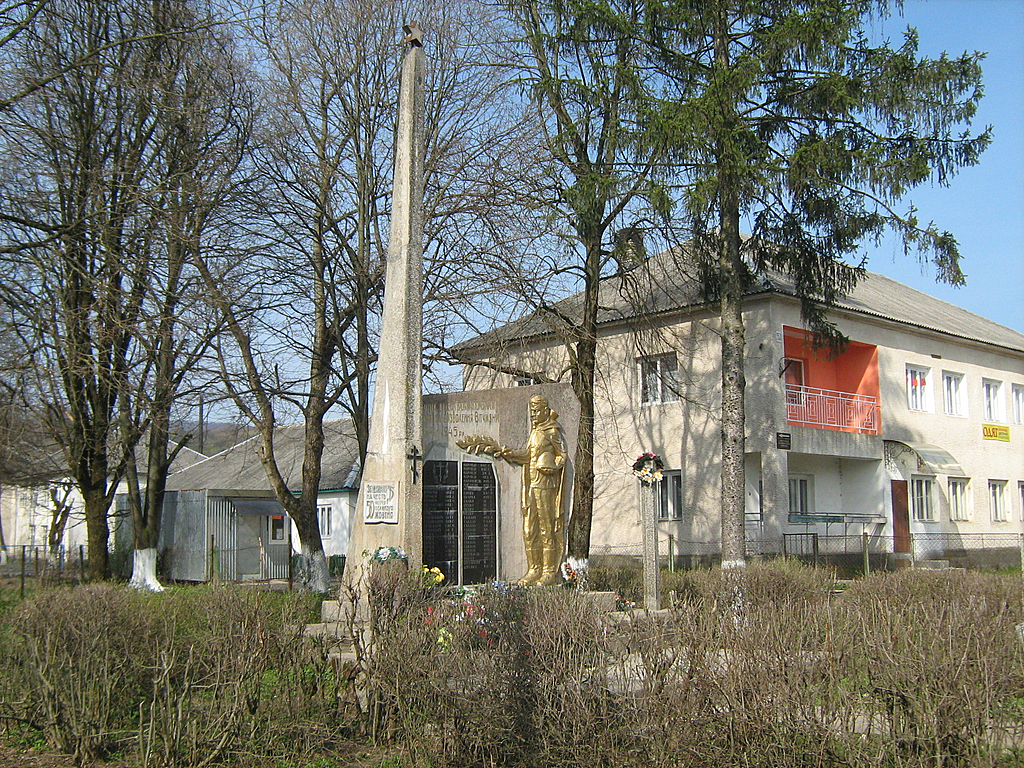
Памятник односельчанам, погибшим в годы ВОВ

Во время освободительной войны венгерского народа под руководством Ференца II Ракоци жители Керецки тоже вели борьбу против габсбургского господства. Григорий Довгай, владелец земель в бассейне реки Боржавы, был назначен Ференцем II Ракоци ишпаном Мараморщины и главным управляющим Хустского замка. За это имения Довгая в 1708 году были конфискованы правительством Габсбургов, а село Керецки перешло в собственность государства. В 1728 году его передали графу Шенборну.
В 1910 году в селе проживало 2505 человек: 34 венгра, 242 немца, 2222 русина и 206 евреев. 40 католиков и 2249 грекокатоликов.

## Известные уроженцы села
- Епископ Харьковский и Богодуховский Лаврентий (Мигович Михаил Михайлович).